# Kecamatan Buleleng
Kecamatan Buleleng är ett distrikt i Indonesien.   Det ligger i kabupatenet Kabupaten Buleleng och provinsen Provinsi Bali, i den sydvästra delen av landet, 900 km öster om huvudstaden Jakarta.